# Кастел д’Ајано
Кастел д’Ајано (итал. Castel d'Aiano) је насеље у Италији у округу Болоња, региону Емилија-Ромања.
Према процени из 2011. у насељу је живело 581 становника. Насеље се налази на надморској висини од 830 м.

## Становништво
| 1951. | 1961. | 1971. | 1981. | 1991. | 2001. | 2011. |
| ----- | ----- | ----- | ----- | ----- | ----- | ----- |
| 3.977 | 2.787 | 2.047 | 1.860 | 1.740 | 1.822 | 1.951 |